# Radisne (rejon chmielnicki)
Radisne (ukr. Радісне) – wieś na Ukrainie, w obwodzie chmielnickim, w rejonie chmielnickim, w hromadzie Szczyboriwka. W 2022 liczyła 768 mieszkańców, spośród których 768 wskazało jako ojczysty język ukraiński.